# 롯데이네오스화학
롯데이네오스화학(영어: Lotte INEOS Chemicals, 롯데이네오스化學)은 대한민국의 기업으로, 롯데그룹과 영국의 이네오스가 49대 51로 합작 설립하였다.

## 연혁
- 1989년 7월 BP 케미칼즈(BP Chemicals)와 삼성그룹의 합작 투자로 '삼성BP화학' 설립[1]
- 1994년 8월 초산 20만 톤(연산) 생산체제를 구축
- 1997년 6월 ISO 14001 환경경영시스템 인증 획득
- 1998년 11월 기업혁신대상 국무총리 표창 수상
- 2002년 11월 1991년 10월 ~ 2002년 10월까지 무재해 12배를 달성
- 2006년 1월 OHSAS 18001 보건 및 안전경영시스템 인증 획득
- 2007년 1월 '대한민국 노동부'로부터 공정안전관리(PSM) 최우수 사업장(P등급)으로 재인증
- 2007년 12월 낙동강환경유역관리청이 주관하는 환경친화기업 재인증
- 2009년 7월 서울본사 사무실을 '을지로 삼성화재빌딩'에서 '서초동 삼성전자빌딩'으로 이전[2]
- 2016년 2월 롯데BP화학으로 상호변경
- 2021년 3월 롯데이네오스화학으로 상호변경

## 같이 보기
- 롯데정밀화학
- 이네오스
- 롯데그룹
- 삼성그룹